# Torralba de Ribota
Torralba de Ribota là một đô thị ở tỉnh Zaragoza, Aragon, Tây Ban Nha. Theo điều tra dân số 2004 của Viện thống kê Tây Ban Nha (INE), đô thị này có dân số là 189 người. Diện tích đô thị này là 32 ki-lô-mét vuông.Đô thị này nằm ở độ cao 625 m trên mực nước biển, cách tỉnh lỵ 96 km.